# Cucumis ficifolius
Cucumis ficifolius är en gurkväxtart som beskrevs av Achille Richard. Cucumis ficifolius ingår i släktet gurkor, och familjen gurkväxter. Inga underarter finns listade i Catalogue of Life.